# Protracheoniscus asiaticus
Protracheoniscus asiaticus är en kräftdjursart som först beskrevs av Uljanin 1875.  Protracheoniscus asiaticus ingår i släktet Protracheoniscus och familjen Trachelipodidae. Inga underarter finns listade i Catalogue of Life.